# Diplopterygium novoguinense
Diplopterygium novoguinense là một loài dương xỉ trong họ Gleicheniaceae. Loài này được Brause Nakai mô tả khoa học đầu tiên năm 1950.